# Passerowanie

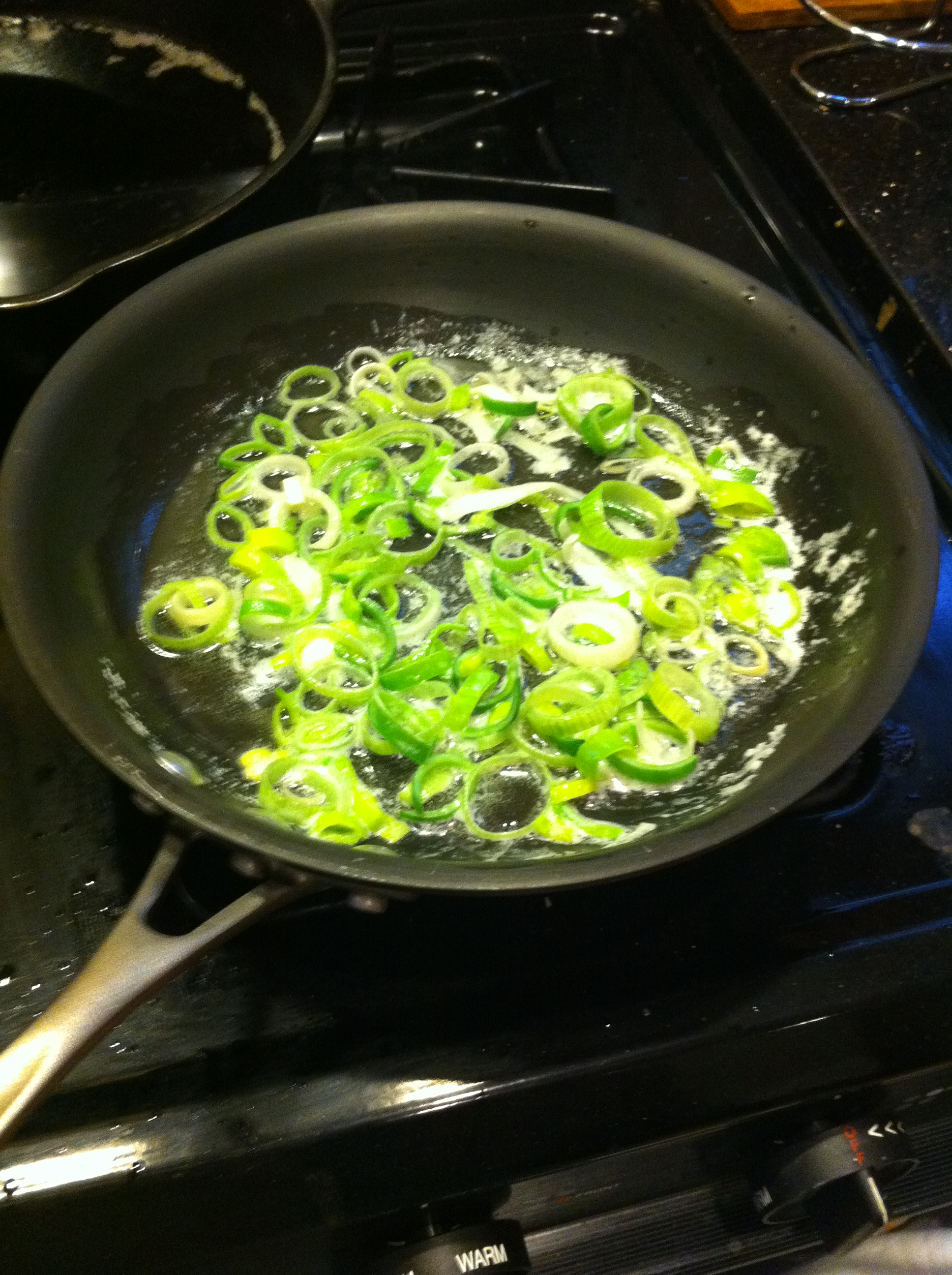
Passerowanie poru w oleju

Passerowanie (fr. passer) – pomocniczy sposób obróbki cieplnej produktu (obok blanszowania i opalania), którego końcowym efektem jest delikatne podgotowanie produktu w tłuszczu (oleju) lub bez niego i wydobycie z niego substancji aromatycznych i barwiących.
Podczas passerowania olej nie powinien palić i zwęglać zewnętrznej powierzchni produktu, dlatego używa się go więcej niż przy standardowym smażeniu: 15–20% masy passerowanego produktu. Temperatura nagrzewania tłuszczu powinna być nie wyższa niż 120°С – tj. taka, by część substancji eterycznych i barwiących smażonego produktu wchłaniała się przez tłuszcz, nadając mu zapach i kolor, które poprawiają smak potraw. Jednocześnie, aby passerowanie było równomierne, produkt powinien być drobno skrojony. Najbardziej wymierny efekt passerowania powstaje, gdy proces się przeprowadza nie na patelni, ale w rondlu.
Passerowanie nadaje produktom złocisty kolor i delikatną konsystencję, nie doprowadzając do powstania chrupiącej skórki na powierzchni. Smaży się bez pokrywki, od czasu do czasu mieszając, a produkty powinny być zanurzone w oleju co najmniej do połowy. Zwykła warstwa oleju do smażenia ma od 50 do (częściej) 100 mm w rondlu. Najczęściej passeruje się mięso mielone i warzywa, takie jak cebula i marchew, także białe rośliny okopowe, koncentrat pomidorowy, mąkę bądź nadzienia do pierogów. Passerowanie mąki powoduje zniszczenie w jej strukturze skrobi i białka wtedy nie pęcznieją, dlatego sosy i zupy z dodaniem tak przygotowanej mąki w efekcie nie są klejące.